# Pèlerinage de Saint-Jacques-de-Compostelle

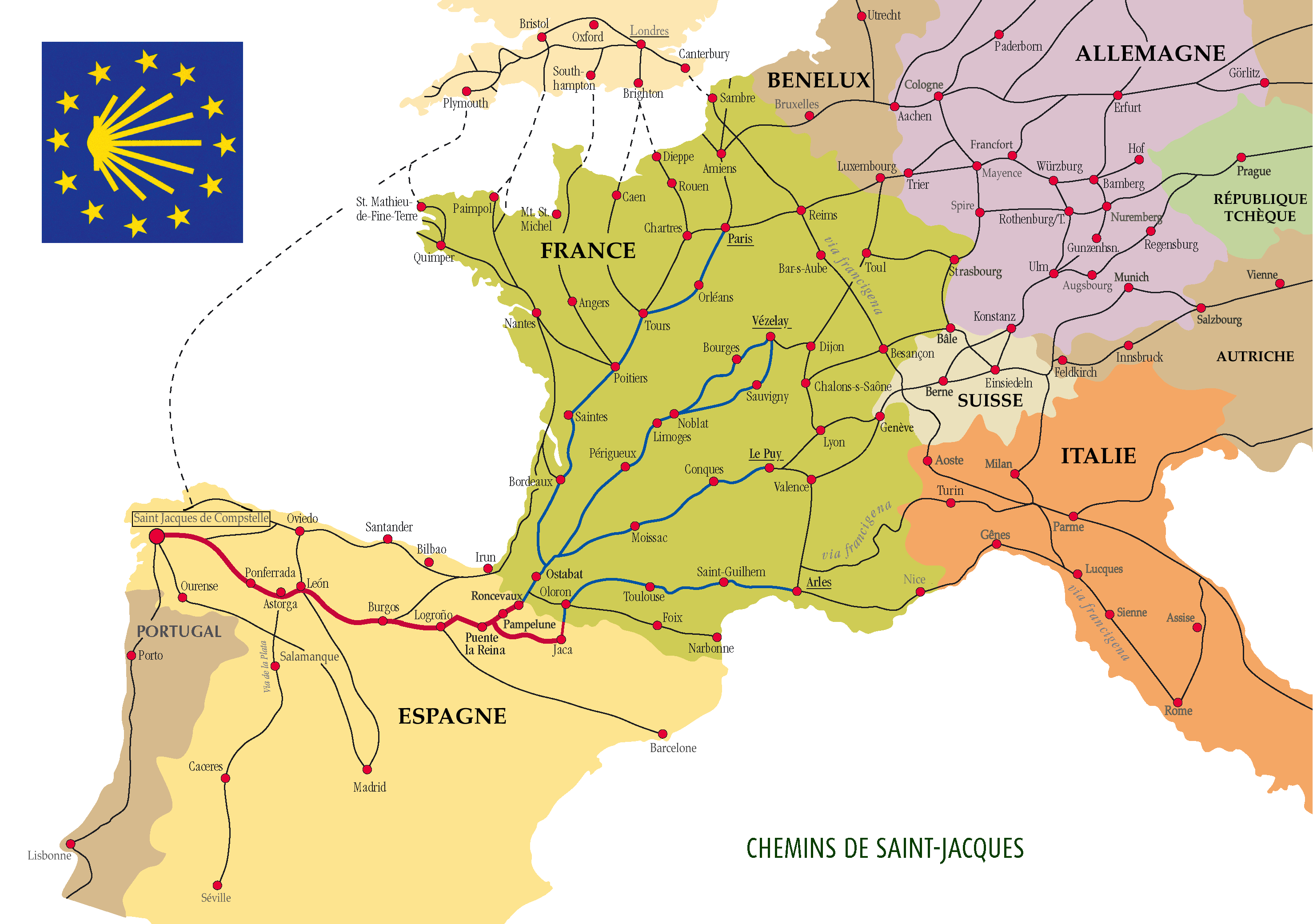
Carte montrant les chemins contemporains en Europe pour se rendre à Saint-Jacques-de-Compostelle.

Le pèlerinage de Saint-Jacques-de-Compostelle (ou pèlerinage de Compostelle) est un pèlerinage catholique dont le but est d'atteindre le tombeau attribué à l'apôtre saint Jacques le Majeur, situé dans la crypte de la cathédrale de Saint-Jacques-de-Compostelle en Galice (Espagne).
Créé et instauré après la découverte des supposées reliques de Jacques de Zébédée au début du IXe siècle, le pèlerinage de Compostelle devient à partir du XIe siècle un grand pèlerinage de la chrétienté médiévale mais c'est seulement après la prise de Grenade en 1492, sous le règne de Ferdinand d'Aragon et d'Isabelle la Catholique, que le pape Alexandre VI déclare officiellement Saint-Jacques-de-Compostelle lieu d'un des « trois grands pèlerinages de la Chrétienté », avec ceux de Jérusalem et de Rome.
Depuis la fin du XXe siècle, l'interprétation du sanctuaire catholique subit une évolution doctrinale : le mot tombeau a disparu des discours des derniers papes depuis Jean-Paul II : Jean-Paul II parlant du mémorial de saint Jacques sans utiliser le mot reliques et Benoît XVI disant simplement que la cathédrale Saint-Jacques-de-Compostelle « est liée à la mémoire de saint Jacques ».
Les chemins de Compostelle, qui correspondent à plusieurs itinéraires en Espagne et en France, ont été déclarés en 1987 « itinéraire culturel du Conseil de l'Europe » par le Conseil de l'Europe. Depuis 2013, les chemins de Compostelle attirent plus de 200 000 pèlerins chaque année, chiffre qui connaît un taux de croissance de plus de 10 % par an.
C'est le pèlerinage le plus fréquenté du monde chrétien et il est considéré comme un site du patrimoine mondial par l'Organisation des Nations unies pour l'éducation, la science et la culture (UNESCO).
Aussi dénommés « Jacquets », les pèlerins viennent essentiellement à pied et souvent de villes proches demandant peu de jours de marche pour atteindre Santiago. Le Camino francés rassemble les 2/3 des marcheurs mais les autres chemins connaissent une croissance de leur fréquentation supérieure au chemin traditionnel. Les mois d'été sont les plus fréquentés par les pèlerins et les pèlerins espagnols y sont majoritaires (les pèlerins d'origine étrangère dominent le reste de l'année).

## Historique

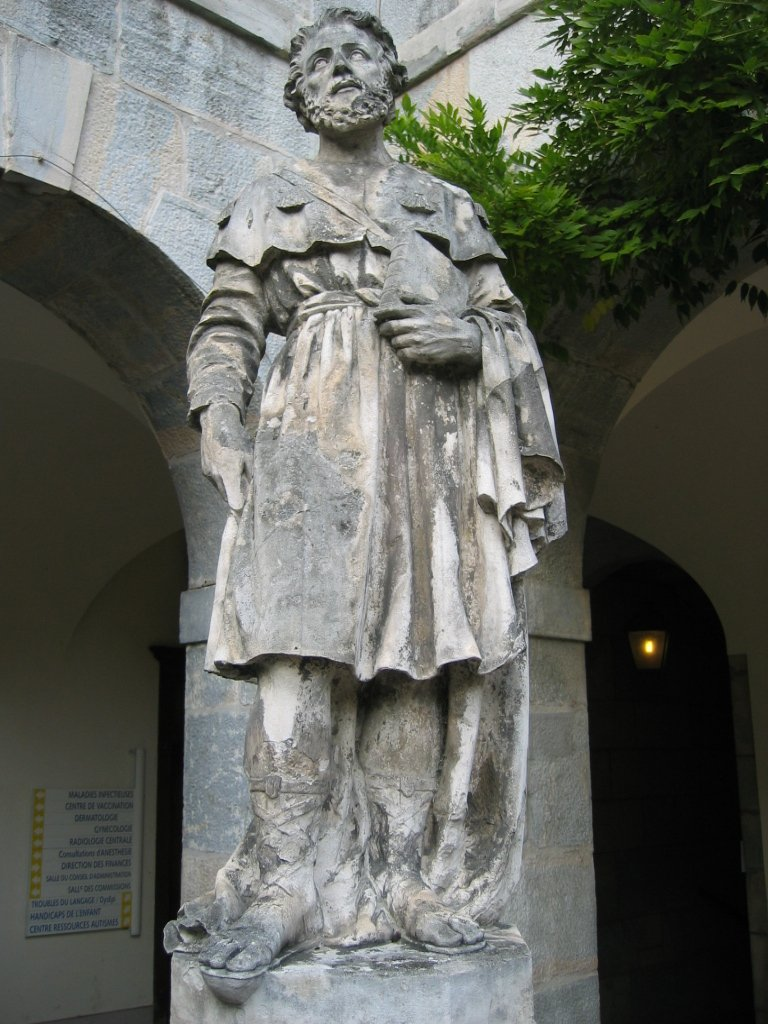
Statue de Jacques le Majeur dans la cour de l'hôpital Saint-Jacques de Besançon, témoin d'un culte local à saint Jacques mais sans lien avec Compostelle.

### Saint Jacques et l'Espagne
D'après une tradition, l'apôtre Jacques aurait quitté le Proche-Orient au Ier siècle avec pour mission de prêcher la parole du Christ en Occident jusque dans la péninsule Ibérique. De retour en Palestine, il aurait été décapité sur ordre du roi Hérode Agrippa et sa dépouille, recueillie par ses compagnons, portée dans une embarcation. « Guidé par un ange », l'esquif franchit le détroit de Gibraltar avant de s'échouer sur les côtes de Galice. L'emplacement du tombeau aurait été perdu jusqu'au IXe siècle.
Les premiers écrits mentionnant la prédication de Jacques en Espagne remontent au Ve siècle (par saint Jérôme (345-420)). En 419, saint Augustin soutient lui aussi la thèse de l'évangélisation de l'Espagne par saint Jacques mais à la fin du Ve siècle, un ouvrage apocryphe (Histoire du combat apostolique) conteste cette hypothèse indiquant que Jacques aurait évangélisé la Palestine (et non l'Espagne). L'ouvrage, s'il est condamné par le pape Gélase Ier (492-496), reste néanmoins en circulation et « toléré ». Vers la fin du VIe siècle, le texte est traduit en latin et rediffusé en Occident. D'autres documents diffusés en Orient donnent les lieux d'évangélisation des différents apôtres, sans jamais mentionner l'Espagne pour saint Jacques. De même, son lieu de sépulture indiqué serait en Orient, fluctuant entre la Judée, Césarée de Palestine, l'Égypte ou la Libye. Ces textes sont repris au XIIe siècle et incorporés au Codex Calixtinus. En 650, les catalogues apostoliques (publiés en Orient) sont traduits en Occident mais avec des variantes pour certains apôtres ; par exemple, l'Espagne qui est attribuée à saint Jacques (au lieu de la Palestine) mais sa tombe est toujours située en Orient. Appuyé par cet écrit, la thèse de l'apostolat de saint Jacques en Espagne s'accrédite définitivement de plus en plus en Occident au début du VIIIe siècle. Après la conquête de l'Espagne par les musulmans et avant la découverte du tombeau, le culte de saint Jacques se développe dans les zones restées sous contrôle des royaumes chrétiens. Ainsi, avant la fin du XIIIe siècle, une fête de Saint Jacques est inscrite au calendrier liturgique espagnol le 25 juillet (elle n'existait pas auparavant).
La supposée translation des reliques de Jacques dans une barque amarrée dans la baie de Padrón, est rapportée par le Codex Calixtinus qui reprend un document du IXe siècle, la Lettre apocryphe du pape Léon : après sa mort « par l'épée » en Palestine sur ordre du « roi Hérode », ses disciples auraient récupéré son corps et l’auraient embarqué sur un navire qui, en sept jours, les aurait transportées en Espagne. Ce récit de translation, caractéristique de la littérature hagiographique, est repris dans les compilations ultérieures et s'enrichit au XIIe siècle : après avoir accosté dans le port romain d'Iria Flavia, le corps de Jacques aurait été inhumé dans le temple païen (ou le palais) que la reine Lupa,, nouvellement convertie, leur avait cédé.
Ces traditions, d'après Louis Duchesne, directeur de l'École française de Rome, ne sont fondées sur aucune réalité historique : « de tout ce que l'on raconte sur la prédication de saint Jacques en Espagne, la translation de ses restes et la découverte de son tombeau, un seul fait subsiste : celui du culte galicien. Il remonte jusqu'au premier tiers du IXe siècle et s'adresse à un tombeau des temps romains que l'on crut alors être celui de saint Jacques ».

### La découverte des reliques
D'après la tradition, la redécouverte « miraculeuse » d'un tombeau en Galice est l'œuvre de Pelagos (ou Pelagius), ermite vivant dans les bois près de la future ville de Compostelle, vers 813. Pélage aurait eu une révélation, durant son sommeil, de l'emplacement du tombeau. Il aurait été guidé par une « pluie d'étoiles » vers le lieu et y aurait découvert un tumulus sépulcral (un compositum, « cimetière »), lieu nommé depuis campus stellarum (« champ des étoiles »), la légende voulant que « Compostelle » vienne d'un de ces deux termes latins.
L'ermite en avertit Théodomir (en), évêque d'Iria Flavia (aujourd'hui une paroisse rurale près de Padrón), qui y découvre vers 820-830 selon l'historiographie traditionnelle, le tumulus, « édicule sépulcral » dans un cimetière d'époque romaine, contenant la tombe de trois personnes décapitées qu'il identifie comme saint Jacques et deux de ses compagnons, Athanase et Théodore. À la suite de cette révélation mystérieuse et après concertation, l'Église locale déclare qu'il s'agit « du tombeau de l'apôtre Jacques, frère de Jean l'Évangéliste et premier apôtre martyr de la chrétienté ». Aussitôt avisé, le roi Alphonse II y fait édifier une église dédiée à saint Jacques (bâtie à l'emplacement de cette découverte) et abritant ses reliques. D'autres églises seront construites plus tard : une église dédiée à Jean le Baptiste et le monastère de San Pelayo de Antealtares (es). Le roi encourage également le pèlerinage sur le lieu,. Il est à noter que les premiers écrits (829, 844 et 854) citant la découverte des reliques ne fournissent aucun détail sur le déroulement de la découverte. Il faut attendre 1077 pour trouver un texte en relatant les conditions.
Cette découverte des reliques survient à un moment crucial de l'histoire espagnole : celle de la Reconquista des royaumes musulmans de la péninsule Ibérique par les souverains chrétiens.
L'invention des reliques du tombeau de saint Jacques, datée du IXe siècle, est rapportée pour la première fois par l'Historia compostelana (en), gesta écrite au XIIe siècle par deux chanoines de la cathédrale de Saint-Jacques-de-Compostelle, proches de l'archevêque Diego Gelmírez. Cette eulogie de l'archevêque assure définitivement le culte local de saint Jacques, jusque-là contesté, en se faisant l'écho d'une tradition relatée dans le Concordia de Antealtares (pt), accord signé en 1077 entre l'évêque de Compostelle, Diego Pelaez, et l'abbé du monastère, selon le récit empreint du merveilleux propre au Moyen Âge.
Une autre tradition jacobéenne évoque l'invention du tombeau sans la tête (de l'apôtre). La récupération (ultérieure) de la tête de Jacques s'inscrit dans la tradition typique du vol de reliques : vers 1100, lors d'un pèlerinage à Jérusalem, Maurice Bourdin, moine bénédictin d'Uzerche devenu archevêque de Braga, aurait subtilisé la tête de l'apôtre Jacques dans une église de la ville sainte. Celle-ci aurait été rapidement récupérée par l'évêque de Compostelle.
Certains historiens comme Philippe Martin considèrent que le corps retrouvé au IXe siècle et identifié comme celui de saint Jacques-de-Compostelle est en fait celui de l'hérétique Priscillien.

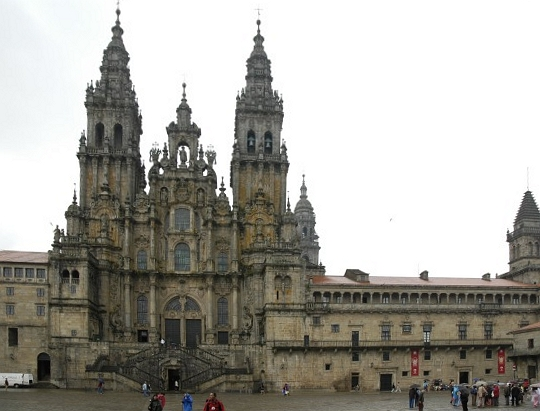
Cathédrale de Saint-Jacques-de-Compostelle.
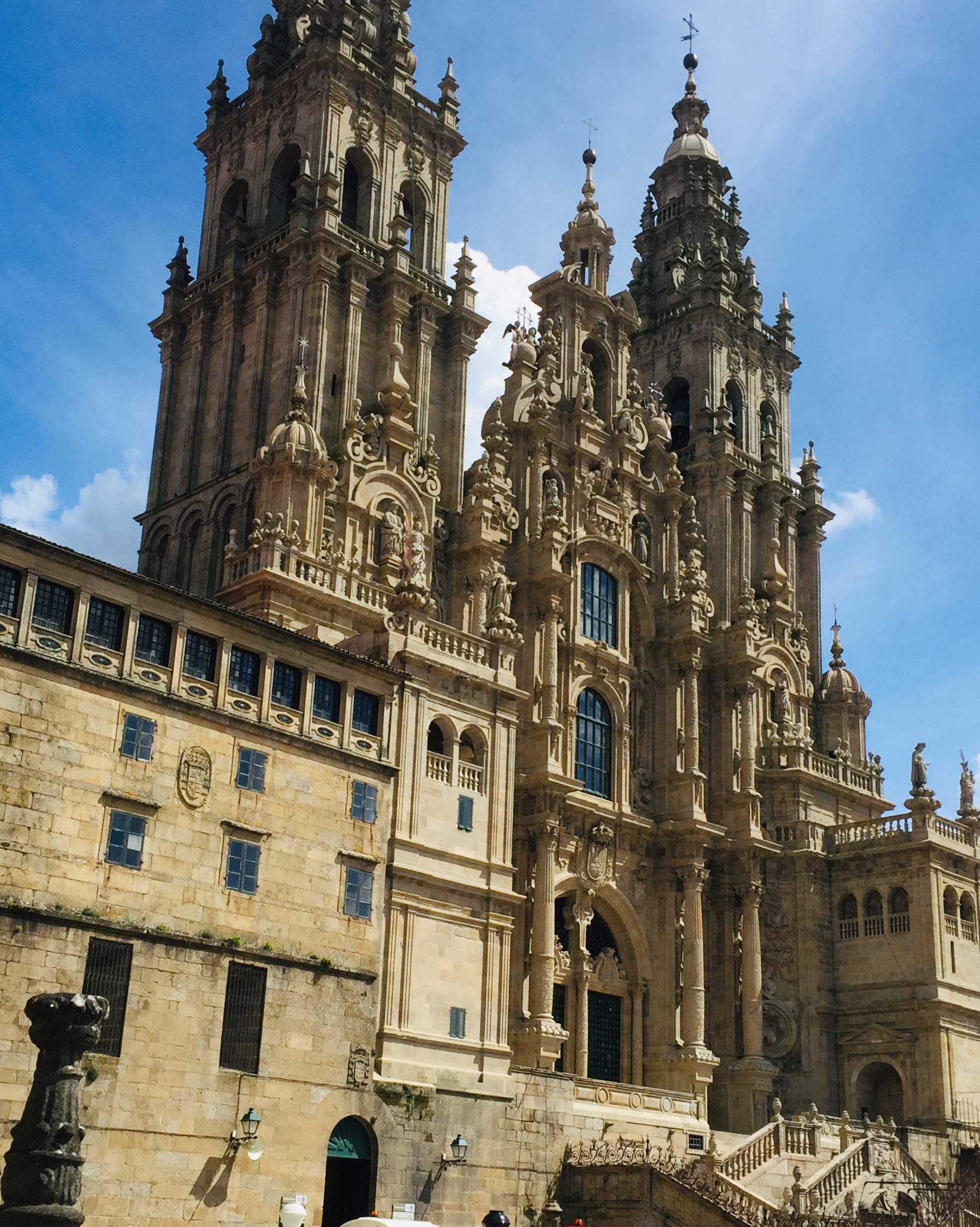
Autre vue de la cathédrale.
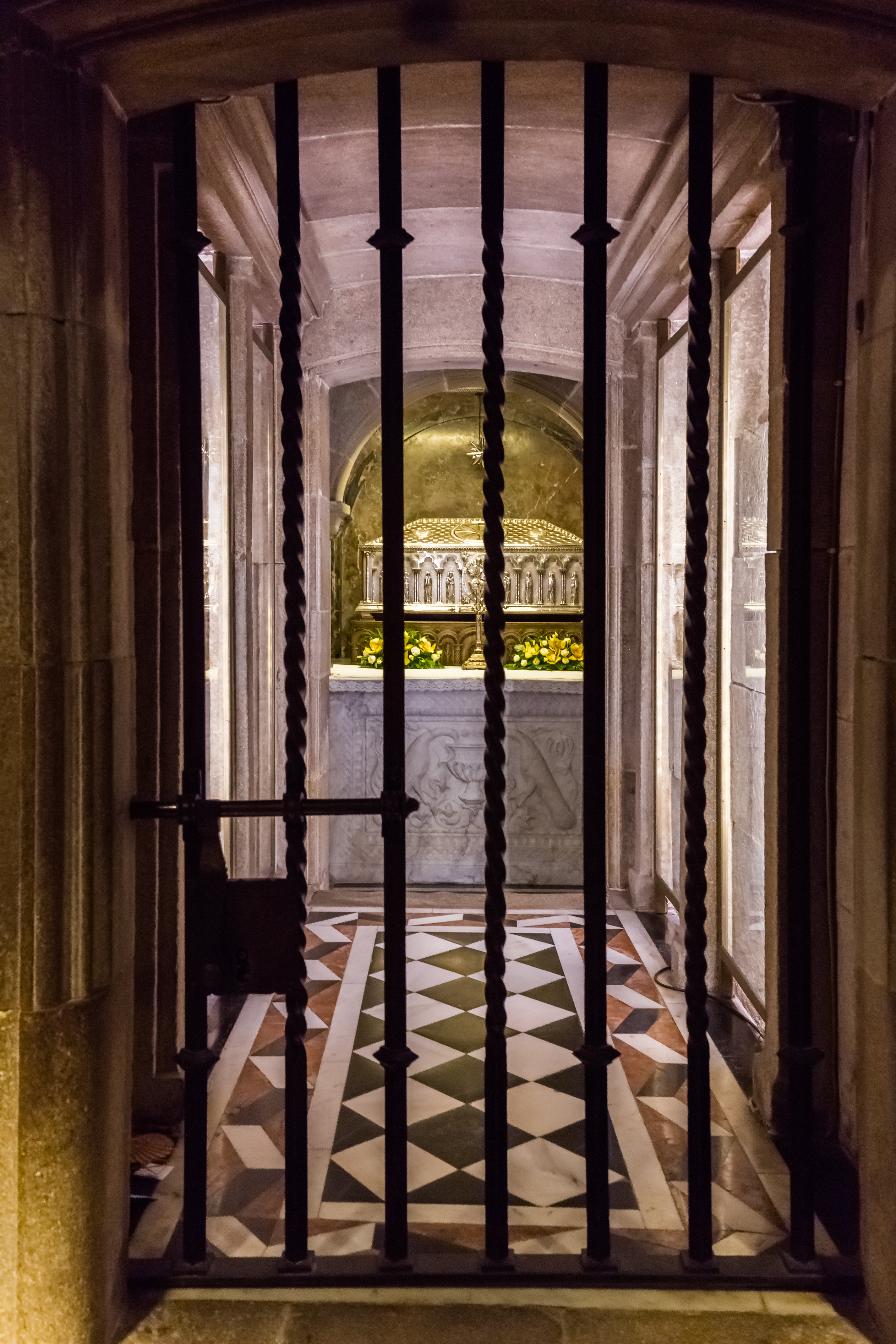
Le reliquaire dans la cathédrale.
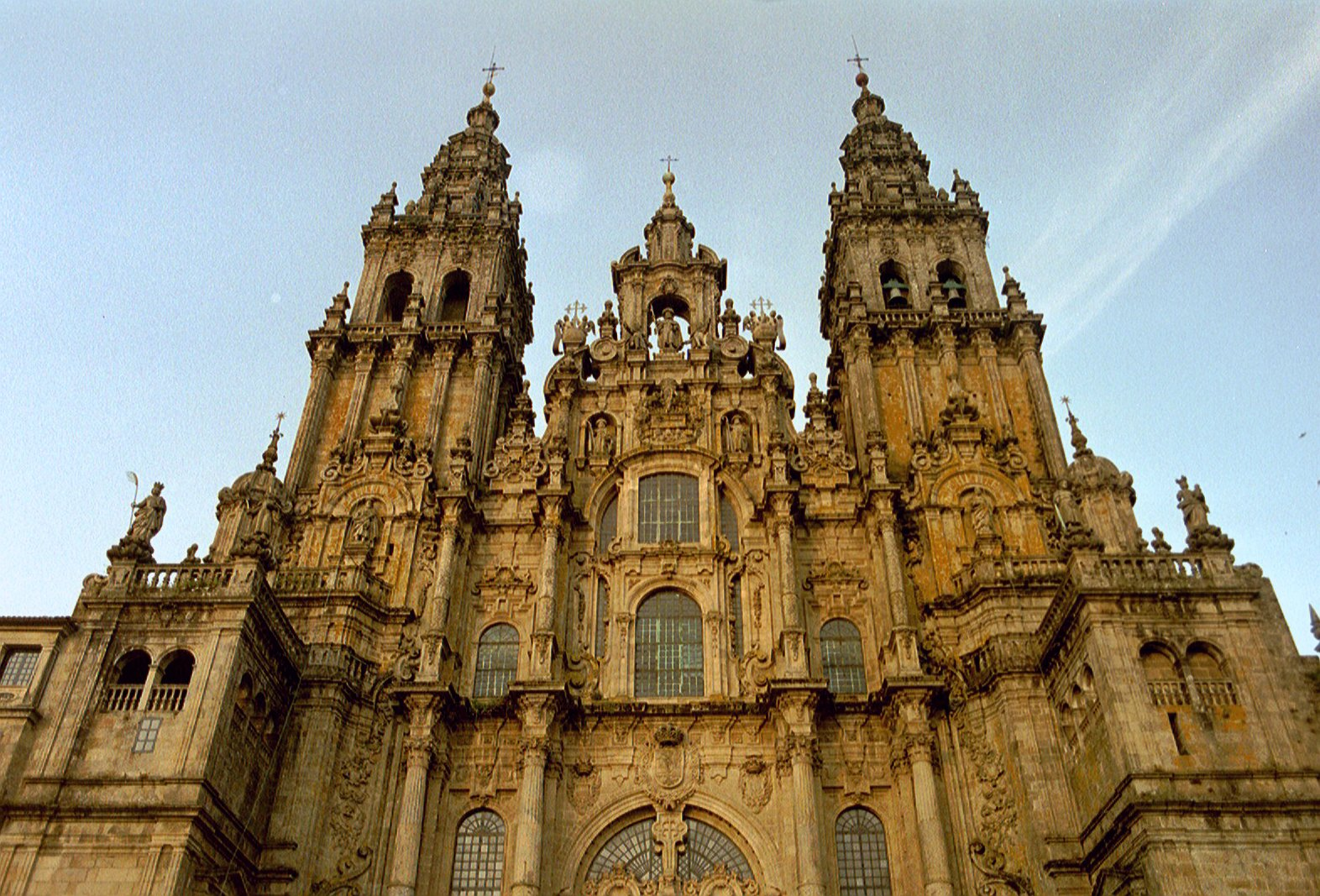
La cathédrale, étape ultime du pèlerinage.

### Étymologie du lieu
Le mot de Santiago est le résultat de la contraction latine Sancti Iacobi (littéralement San Jacobo en Espagnol), qui devient Sant Yago, ou encore Sant Iago en vieux castillan, avant que ceux-ci ne forme qu'un seul prénom.
Le mot « Compostelle » ou Compostella a une origine plus incertaine :
- une tradition bien répandue fait référence à Campus Stellae ou « champ des étoiles », en référence à la « pluie d'étoiles dans le ciel » vue par l'ermite lors de la découverte de la tombe (d'après la légende)[12],[7] ;
- une autre hypothèse concernant l'origine étymologique du nom de Compostelle serait que celui-ci dérive de compositum tellus, « terre remuée » d'une tombe ou de compostum, « cimetière ». Elle se base sur l'hypothèse de la découverte de la tombe dans un tumulus, un « édicule sépulcral » situé dans un cimetière d'époque romaine. Cette tombe, authentifiée par les autorités religieuses comme étant celle de saint Jacques, aurait ensuite été à l'origine de la légende[19].

### Santiago Matamoros

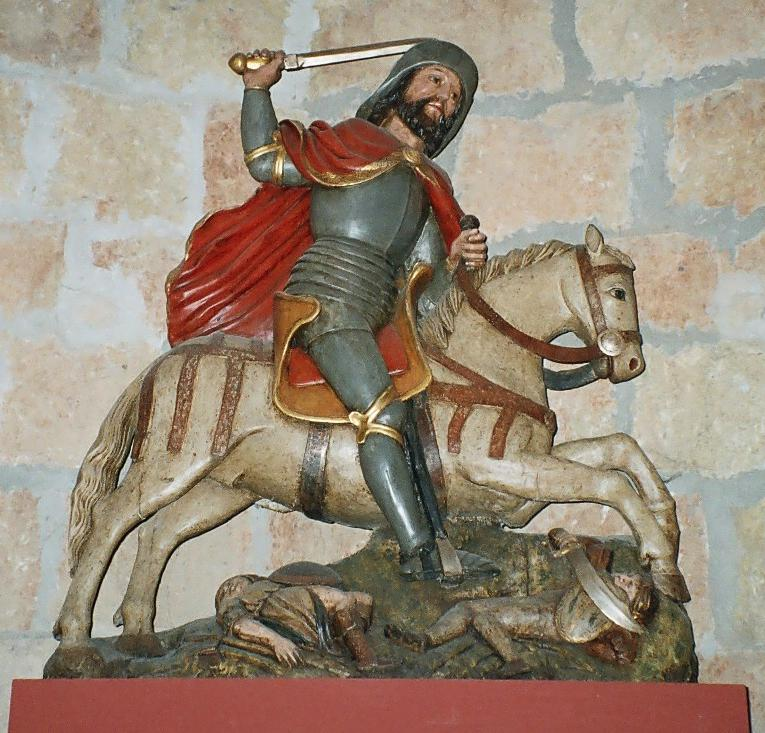
Représentation traditionnelle de saint Jacques en Matamore.

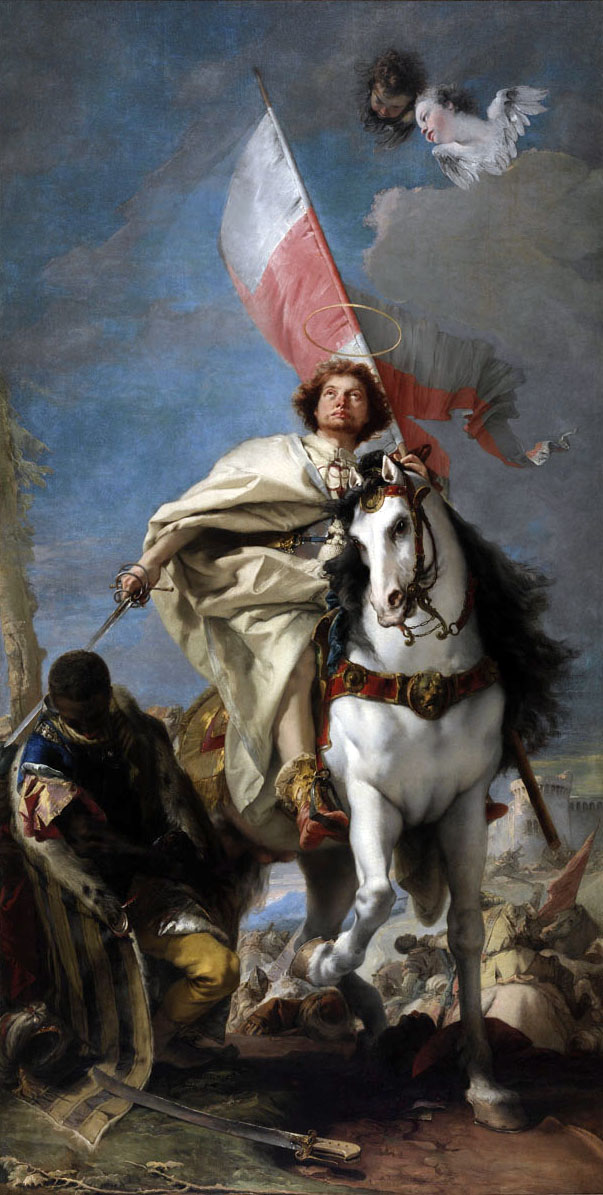
Peinture montrant saint Jacques combattant les Maures, par Giambattista Tiepolo (musée des beaux-arts de Budapest).

La figure de saint Jacques en chevalier, apparaissant dans le ciel pour donner la victoire aux chrétiens d'Espagne date de la bataille de Clavijo, qui aurait opposé en 844 le roi des Asturies Ramiro Ier à l'émir de Cordoue Abd al-Rahman II.
Cette légende apparaît tardivement dans l'historiographie castillane. « C’est un chanoine de Saint-Jacques de Compostelle qui, vers 1170, « copie », dit-il, un diplôme de Ramire Ier dans lequel le souverain remercie le saint pour l’intervention miraculeuse qui lui a donné la victoire ». Le premier à s'y référer est l'évêque Luc de Tuy dans son Chronicon mundi de 1236. Elle raconte que, au plus fort de la mêlée, apparaît un cavalier chevauchant un blanc destrier, portant un étendard blanc frappé d'une croix rouge. Toujours selon la légende, la fougueuse apparition donne l'avantage aux combattants chrétiens, qui reconnaissent en elle saint Jacques, le plus « bouillant » des apôtres du Christ, qui, à partir du XVIe siècle, sera souvent représenté en statue, monté sur un cheval blanc, frappant de son épée un ou plusieurs guerriers musulmans. La tradition (ou la légende), donnent saint Jacques présent sur de nombreux autres champs de bataille, au côté des armées chrétiennes, et leur apportant la victoire contre les troupes musulmanes (Simancas en 939, Coïmbre en 1064, Ourique en 1139, Las Navas de Tolosa en 1212, au Salado en 1340).
On voit dans cet épisode légendaire l'origine du fameux cri de guerre « ¡Santiago, cierra España ! », équivalent espagnol du « Montjoie, saint Denis ! » français ou du « Prény, Prény » lorrain.
Saint Jacques allait être durant tout le Moyen Âge le protecteur des Espagnols contre tous leurs ennemis, au premier rang desquels se trouvent les infidèles. Néanmoins, précise Adeline Rucquoi, l'image du Santiago Matamore (saint Jacques tueur de Maures) ne s’impose que tardivement, au XVIe siècle. Elle correspond à une époque durant laquelle l'Espagne des Habsbourg, est confrontée, à « ces avatars du diable que sont les Turcs ottomans, les hérétiques protestants, et les païens du Nouveau Monde ».
Un ordre militaire est dédié à saint Jacques : l'ordre de Santiago (Santiago est la contraction de Sant et Iago, soit saint Jacques). Cet ordre est créé vers 1160 pour participer à la Reconquista et non pour la protection des pèlerins comme il est souvent affirmé à tort.

### Premiers écrits

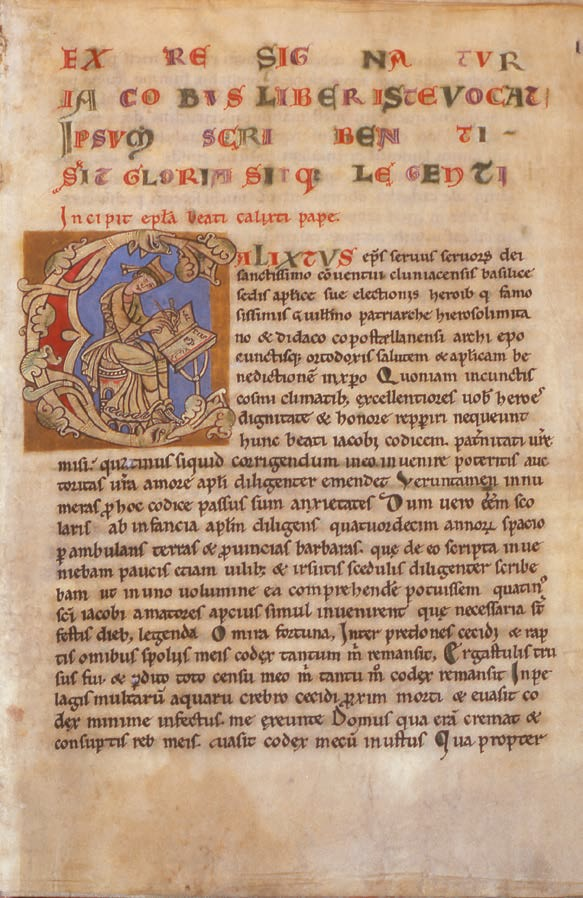
Première page du prologue du Codex Calixtinus.

L'ouvrage le plus ancien évoquant le pèlerinage de Saint-Jacques est le Codex Calixtinus qui est daté d'environ 1150. Il est le fruit du rassemblement de textes épars dans un manuscrit connu sous le nom de Codex Calixtinus pour assurer la dévotion à l'apôtre et la promotion de Saint-Jacques-de-Compostelle.
Le dernier livre incorporé au Codex Calixtinus indique sommairement quatre routes en France, les chemins de Paris, de Vézelay, du Puy et d'Arles qui fusionnent pour trois d'entre eux à Ostabat dans les Pyrénées-Atlantiques, puis à Puente la Reina en Espagne, pour former le camino francés. Il y détaille les étapes mais donne aussi des renseignements sur les régions traversées et leurs populations. Ce livre n'a pratiquement pas été connu en Europe avant son édition (en latin) en 1882. C'est Jeanne Vielliard qui lui a donné le titre de Guide du pèlerin dans sa traduction de 1938. Depuis il est considéré, à tort, comme l'ancêtre des guides des pèlerins contemporains.

### Les reliques
Si les reliques découvertes au IXe siècle sont « officiellement » reconnues et identifiées par les autorités ecclésiastiques de l’époque comme appartenant à l'apôtre saint Jacques, on ne sait rien des « éléments de preuves » ou des motifs qui ont amené une telle déclaration. En 997, l'émir de Cordoue (Al Mansour), fait une razzia sur la ville qu'il prend et rase complètement, ainsi que la cathédrale. Il préserve le tombeau et les reliques de saint Jacques qu'il considère comme « un grand marabout vers lequel tant de pèlerins affluent ». Ce geste (venant d'un non-chrétien) marquera les mémoires,.
À la fin du XVIe siècle, à la suite des attaques répétées du corsaire anglais Francis Drake lors de la guerre anglo-espagnole sur les côtes galiciennes, les autorités compostellanes redoutent qu'il ne mène une attaque sur la ville pour voler les précieuses reliques. Elles décident donc de cacher les reliques en un lieu tenu secret. Cette cachette est finalement perdue et il faudra des fouilles archéologiques complètes sous le chœur de la cathédrale (1878-1879) pour retrouver le tombeau « original » d'où avaient été extraites les précieuses reliques, ainsi que les reliques elles-mêmes, entreposées dans une niche sommaire à un mètre sous le sol de la cathédrale.
L'authentification de ces reliques pose question. Une comparaison est faite entre le crâne retrouvé et une partie du crâne prélevée en 1138 et offerte à l'évêque de Atto de Pistoia. Le procès canonique conclut que ces reliques « retrouvées » sont bien les reliques de saint Jacques vénérées à Compostelle depuis le Moyen Âge. Le pape Léon XIII, dans sa bulle Deus Omnipotens du 1er novembre 1884 confirme l'authenticité de ces reliques. Très vite certains contestent les « fondements historiques de l'apostolat de saint Jacques en Espagne » et vont même jusqu'à émettre l'hypothèse que le tombeau découvert en 813 pourrait être le tombeau de l'évêque d'Avila (Priscillien), décapité en 385. Cette thèse et ces débats vont faire couler beaucoup d'encre. Cette hypothèse est combattue par le professeur Isidoro Milan, qui, lors d'une fouille en 1988, découvre sous la cathédrale de Compostelle une inscription en caractères grecs, datée du Ier siècle et faisant référence à un disciple de saint Jacques : Anastase (ce qui du même coup, rendrait « plausible » l'authenticité des reliques jacquaires dans la tombe découverte au IXe siècle).

### Débuts du pèlerinage

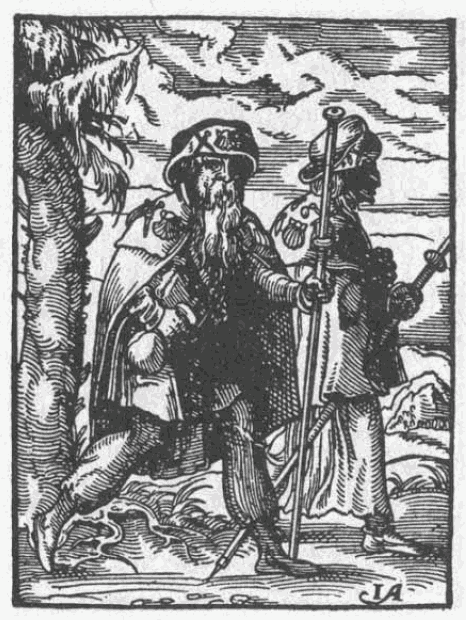
Pèlerin de Saint-Jacques-de-Compostelle avec sa besace, son bourdon et sa coquille Saint-Jacques fixée au chapeau, gravure de 1568.

Au cours des Xe et XIe siècles, le culte de saint Jacques est étroitement lié, en Espagne, à la reconquista.
À l'époque, les musulmans n'occupent que les régions situées au sud de la cordillère centrale ou Sierra de Guadarrama. Les premiers pèlerins arrivent par voie maritime ou empruntent l'ancienne voie romaine au sud de la Cordillère Cantabrique. Les pèlerins sont soumis à différentes menaces comme les attaques des Normands au Nord, les rezzous des seigneurs musulmans (comme l'attaque d'Almanzor en 997 qui rase la ville de Santiago), sans parler des loups ou autres brigands. Par exemple, vers 960, Raymond II, comte de Rouergue est tué par les Sarrasins lors de son pèlerinage. Avec la reconquête et l'extension au sud des royaumes espagnols, une nouvelle route « officielle » se met en place à partir de la fin du XIe siècle : le Camino francés. Après la prise de Jérusalem par les Turcs au XIe siècle et la difficulté (voire l'impossibilité) pour les pèlerins chrétiens de se rendre à Jérusalem, il ne reste plus à la chrétienté européenne que deux grands pèlerinages : Rome et Saint-Jacques, ce qui développe d'autant cette voie de pèlerinage.
Les pèlerins avaient pour coutume de rapporter comme témoignage de leur voyage des coquilles de pecten, qu'ils fixaient à leur manteau ou à leur chapeau, d'où le nom de coquilles Saint-Jacques donné par la suite à ces mollusques. La coquille Saint-Jacques était, à l'issue du voyage, le signe qu'un homme nouveau rentrait au pays. Elle deviendra l'un des attributs reconnaissables du pèlerin, avec le bourdon, la besace et le chapeau à larges bords. La coquille fut parfois gravée dans la pierre sur les frontons ou les chapiteaux des églises.
Sur les chemins de Compostelle qui canalisent les pèlerins, les infrastructures se développent. Si de nombreux éléments (routes, ponts, hôtels) sont créés spécifiquement pour répondre aux besoins des pèlerins, ce n'est pas systématiquement le cas, ces axes étant également utilisés pour le commerce et la circulation des personnes. Des abbayes, hôpitaux et refuges sont ouverts sur les voies de circulation des pèlerins pour leur accueil matériel et spirituel, tant par des ordres monastiques que par des rois ou même des particuliers,.

### Âge d'or et déclin
Le pèlerinage atteint son apogée au XIIIe siècle, avec plusieurs centaines de milliers de pèlerins chaque année. En 1211, le roi Alphonse IX assiste à l'inauguration de la « nouvelle cathédrale », marquant toute l'importance de ce lieu pour le royaume. François d'Assise (alors inconnu) fait lui-même le pèlerinage à Saint-Jacques au début du XIIIe siècle. Si la cité galicienne continue de prospérer jusqu'à la fin du XIVe siècle, divers événements européens vont progressivement tarir le flot des pèlerins :
- les épidémies de peste noire au XIVe siècle ;
- la guerre de Cent Ans en France (avec l'afflux de brigands sur les chemins lors des courtes périodes de trêves) ;
- la réforme protestante qui discrédite le « culte des reliques », puis les guerres de religion ;
- les conflits entre la France et l'Espagne, qui impactent la circulation des pèlerins (parfois soupçonnés d’espionnage) ;
- les complications administratives[N 12] pour les pèlerins mises en place par Louis XIV, qui ira jusqu'à interdire aux sujets de son royaume tout pèlerinage dans un royaume étranger (ce qui de facto interdit le pèlerinage jacquaire) ;
- le développement du culte marial avec le sanctuaire de la Sainte Maison de Lorette qui devient à la Renaissance le premier lieu de pèlerinage d’Occident.

Les conflits politiques entre la France et l'Espagne, dus aux guerres, ou à des incidents diplomatiques (comme le refus du roi de France de marier son fils à une princesse espagnole, jugée trop jeune), créent des tensions jusque dans la population. Ainsi, un pèlerin du XVIIIe siècle raconte que les pèlerins français étaient parfois obligés de se faire passer pour des sujets du duché de Savoie pour éviter de se faire rosser par des paysans espagnols un peu exaltés. L'attitude des soldats français durant la guerre napoléonienne quelques décennies plus tard avivera cette amertume.
Si le XVIIIe siècle marque une légère reprise de la pratique du pèlerinage, et si quelques grands personnages se font portraiturer en tenue de pèlerins, la « pensée rationaliste des Lumières » est de plus en plus critique vis-à-vis du culte des reliques et de la population des pèlerins, considérés comme des gueux, oisifs ou libertins. Malgré les critiques, les difficultés administratives, les fermetures d'hébergements, des pèlerins se rendent toujours à Compostelle. Le tournant du XIXe siècle amène un brutal retour en arrière : la Révolution française, la campagne d'Espagne par Napoléon Ier, puis la saisie des biens de l'Église par la république espagnole à partir de 1836 mettent à mal toute la structure d'accueil et d'hébergement des pèlerins. On ne compte ainsi que 40 pèlerins en 1867 pour la fête de l'apôtre saint Jacques dans sa cathédrale.

### La renaissance

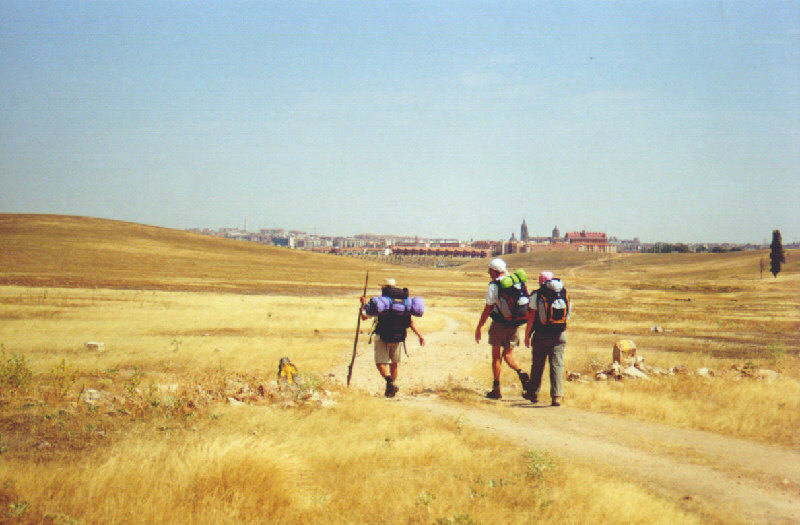
Pèlerins arrivant à Salamanque par la Vía de la Plata.

La « redécouverte des reliques » en 1879, puis leur authentification en 1884, relance l'idée de pèlerinage.
Le pape Léon XIII authentifie la découverte des ossements retrouvés sous la cathédrale par l'archevêque de Compostelle comme étant les reliques de saint Jacques. Dans sa lettre apostolique de 1884 Deus omnipotens, il rappelle avec force détails l'origine de Compostelle, reposant sur « une tradition orale constante, répandue partout, qui remonte jusqu'aux temps apostoliques et confirmée d'ailleurs par des lettres publiques de nos prédécesseurs », évoquant à plusieurs reprises la présence à Compostelle du tombeau de l'apôtre sans la mettre en doute.
Ce renouveau démarre au milieu du XXe siècle avec la fondation de la Société des amis de Saint-Jacques-de-Compostelle en 1950, à l'occasion du millénaire du pèlerinage de l'évêque du Puy. En 1965, la ville de Santiago accueille 2,5 millions de visiteurs/pèlerins. En 1982, Jean-Paul II vient en pèlerin à Compostelle et lance un appel à l'Europe à « retrouver les valeurs authentiques qui couvrirent de gloire son histoire ». En 1987, le Conseil de l'Europe déclare les chemins de Saint-Jacques « premier itinéraire culturel européen ». En 1993, le Camino francés est classé patrimoine mondial de l'UNESCO. En 1989, Jean-Paul II revient à Compostelle pour les quatrièmes journées mondiales de la jeunesse. Il y a 619 pèlerins en 1985 ; presque dix fois plus en 1989 (5 760). En 2010, leur nombre dépasse les 200 000 pèlerins. Il est supérieur à 400 000 en 2022 et en 2023.
Il existe plusieurs publications récentes de récits de pèlerinages, depuis les années 1970, et plusieurs films (parfois avec un large succès) qui popularisent le pèlerinage et incitent un public toujours plus large à prendre la route. L'augmentation des centres d'hébergement facilite et démocratise l'accès du chemin à un public peu randonneur.

## Le pèlerinage contemporain

### Présentation
S'il est parcouru depuis le IXe siècle par des chrétiens faisant étape dans des monastères, le pèlerinage de Saint-Jacques est également devenu une randonnée pédestre célèbre, où les marcheurs croisent les amateurs d'art roman.
L'un des chemins pour Compostelle est bien identifié en Espagne : le Camino francés. Il était la voie de communication fréquentée du nord de l'Espagne, après la "Reconquista", pour favoriser le repeuplement des royaumes du Nord. Cette voie conduisait à Compostelle ; tous ceux qui l'ont empruntée n'allaient sans doute pas jusqu'en Galice.
En France, des itinéraires qualifiés de chemins de Saint-Jacques ont été tracés par la Fédération française de randonnée pédestre à partir du début des années 1970. Le premier exemplaire ronéoté du topo-guide du GR 65 pour le tronçon Le Puy-Aubrac date de 1972. Ce chemin de Saint-Jacques est devenu le sentier de grande randonnée GR 65.
Certains pèlerins réalisent parfois le chemin inverse, après avoir atteint la cathédrale de Saint-Jacques-de-Compostelle. D'autres vont à Padrón voir l'amarrage de la barque du saint, au cap Finisterre considéré au Moyen Âge comme le bout du monde, voire à Fátima au Portugal.
Les mots les plus fréquemment échangés par les pèlerins sont hola (« bonjour »), buen camino (« bon chemin »), ultreïa (expression latine qui apparaît notamment dans un poème du Codex Calixtinus : Herru Sanctiagu, Gott Sanctiagu, E Ultreia, e suseia, Deus aia nos qui peut se traduire par : « Monseigneur saint Jacques, Bon saint Jacques, allons plus loin, plus haut, Dieu nous aide », ultreïa étant un cri d'encouragement à aller plus loin).
Les évêques français et espagnols, responsables des diocèses traversés au cours du pèlerinage, se retrouvent régulièrement pour réfléchir au sens à donner au chemin pour tous les pèlerins du XXIe siècle. La première rencontre fut ainsi organisée en 2009 à l'initiative de Julián Barrio Barrio (es), évêque de Saint-Jacques-de-Compostelle depuis 1996. La dernière rencontre entre les évêques français et espagnols s'est déroulée en juillet 2015 à Bayonne. Elle s'est conclue par la publication d'une lettre pastorale qui allait dans le sens d'un renouveau du sens spirituel du pèlerinage.

### Statistiques de fréquentation du pèlerinage

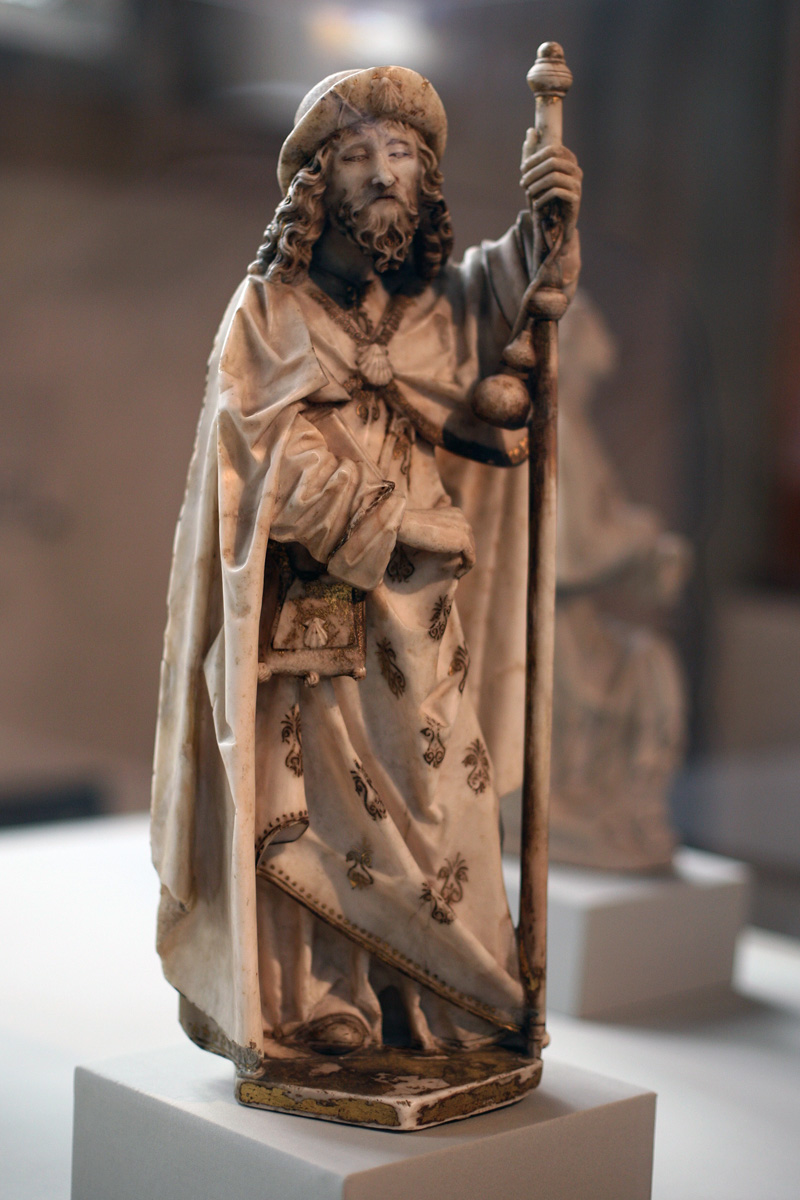
Jacques le Majeur comme un pèlerin par Gil de Siloé
Metropolitan Museum of Art.

#### Données générales
La ville de Saint-Jacques-de-Compostelle reçoit chaque année plus de trois millions de visiteurs.
Depuis les années 1990, le pèlerinage de Saint Jacques connaît une forte croissance de fréquentation, de près de 11 % par an, avec des pics marqués lors des années jacquaires (en moyenne, 100 000 pèlerins en plus que l'année précédente),. À peine 10 000 en 1992, les pèlerins sont 50 000 en l'an 2000, plus de 200 000 en 2013, 300 000 en 2018, 430 000 en 2022 (année jacquaire, prolongeant celle de 2021), 438 000 en 2023 et 496 000 en 2024. La pandémie de Covid-19 entraîne une chute brutale la première année, puis la fréquentation retrouve en deux ans la tendance générale battant le précédent record. Le Bureau d'accueil des pèlerins (Oficina de Acogida de pereginos) met à jour mensuellement les statistiques d'arrivée des pèlerins. En 2022, 2023 et 2024, la fréquentation du pèlerinage atteint de nouveaux records. Ces records historiques d'affluence constituent néanmoins un défi majeur pour la ville de Saint-Jacques-de-Compostelle en terme d'accueil et de promiscuité avec les habitants,,,,.
Les pèlerins se rendent à Saint-Jacques-de-Compostelle à pied ou à vélo, parfois à cheval ou même en fauteuil roulant. Des statistiques détaillées sont tenues à jour par ce même bureau des pèlerins.
| Répartition par hommes/femmes des pèlerins (en 2017) - hommes: 51% - femmes: 49% | Mode de pèlerinage (en 2017) - à pied: 92,5% - à vélo: 7,3% - à cheval (ou autre): 0,2% |  | Motifs du pèlerinage (en 2017) - Religieux: 43% - Spirituel: 47% - non religieux: 9% |

Ainsi, en 2017, 301 036 randonneurs-pèlerins y ont été enregistrés, dont 43 % environ dans un but (déclaré) religieux, 47 % pour raison spirituelles et 9 % pour raisons sportives ou autre,. Le ratio hommes/femmes est d'environ 55 % d'hommes et 45 % de femmes. Le mode de déplacement est majoritairement « à pied » (entre 80 et 90 %) et à vélo (10 à 20 %). On note également la présence de quelques pèlerins à cheval (moins de 0,5 % des effectifs), ainsi que quelques pèlerins en fauteuil roulant (de quelques dizaines à une centaine par an).

#### Origine des pèlerins
| Chemins empruntés par les pèlerins (en 2023) - Camino Francés: 49,7% - Camino Portugués: 20% - Camino Portugués Costa: 11,9% - Camino Inglés: 5,4% - Camino Primitivo: 4,7% - Camino del Norte: 4,7% - Via de la Plata: 1,8% - Autres chemins: 1,8% | Principales villes de départ des pèlerins (en 2023) - Sarria: 30,9% - Porto: 10,9% - Tui: 7,7% - Saint-Jean-Pied-de-Port: 7,5% - Ferrol: 5,4% - Valença do Minho: 3,4% - Oviedo: 2,9% - Virgo: 2,3% - Leon: 1,9% - Cebreiro: 1,6% - Bayonne: 1,5% - Lugo: 1,4% - Irun: 1,3% - Ponferrada: 1,2% - Roncevaux: 1% - Ourense: 0,9% - Astorga: 0,8% - Le Puy: 0,8% - Autres villes: 16,7% | Principaux pays d'origine des pèlerins (en 2023) - Espagne: 44,8% - États-Unis: 7,3% - Italie: 6,5% - Allemagne: 5,5% - Portugal: 4,7% - France: 2,4% - Grande-Bretagne: 2,4% - Mexique: 1,9% - Corée du Sud: 1,7% - Irlande: 1,6% - Australie: 1,5% - Canada: 1,5% - Brésil: 1,4% - Pays-Bas: 1,3% - Pologne: 1,3% - République Tchèque: 1,1% - Argentine: 1% - Autres pays: 13,2% |

La fréquentation de tous les chemins augmente d'année en année, mais celle du camino francés augmente moins vite que les autres et son importance relative diminue (84 % en 2005, mais 60 % en 2017). La plus grosse progression se fait sur le camino portugués (6 % en 2005 à 20 % en 2017), avec un nombre de pèlerins multiplié par 8 en 10 ans (de 5 500 en 2005 à 43 000 en 2015). Le camino del Norte voit son trafic multiplié par 4 sur la même période (3 800 en 2005 à 15 800 en 2015).

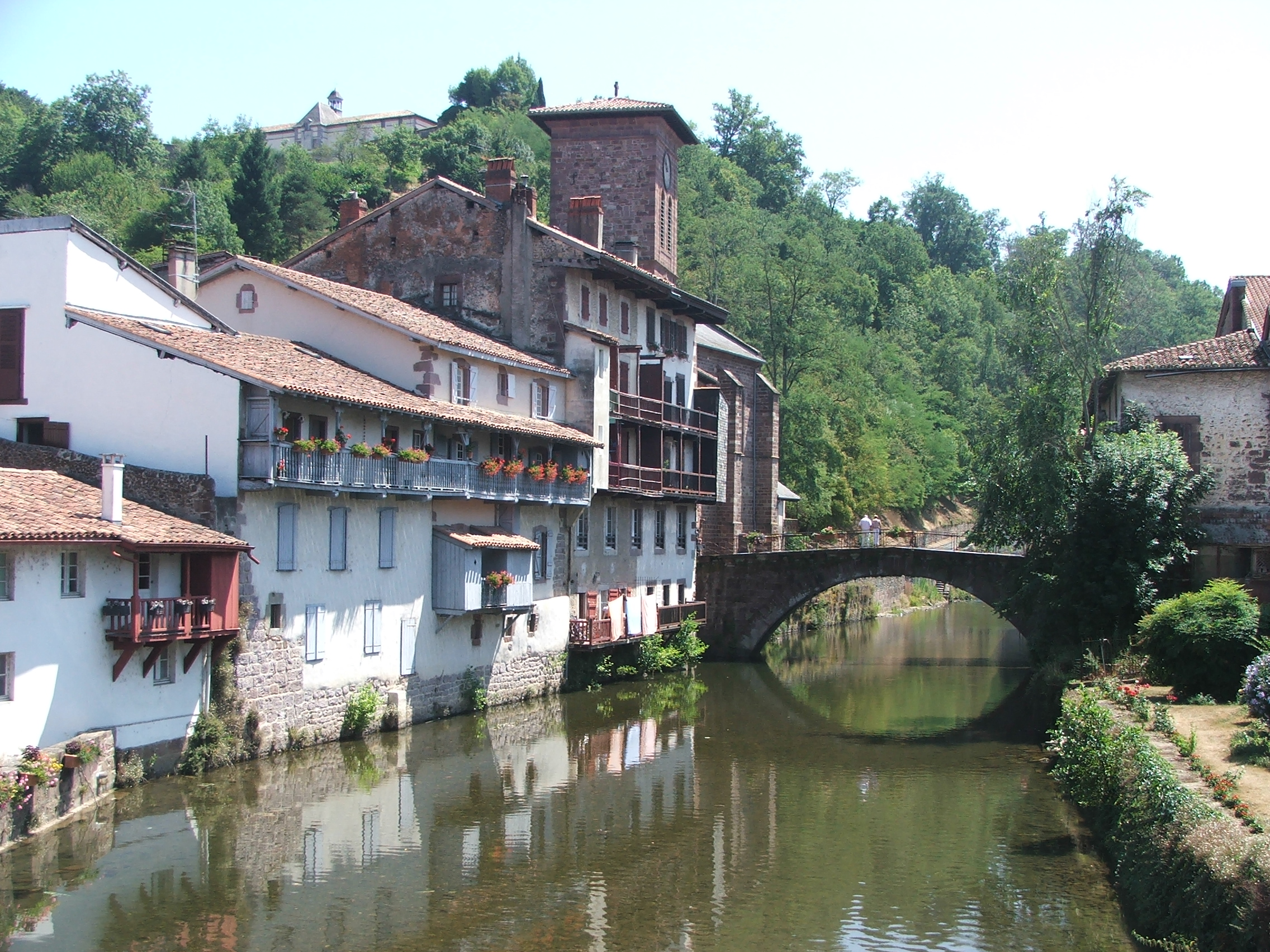
Saint-Jean-Pied-de-Port.

Les villes de départ les plus fréquentes sont surtout des villes proches de Saint-Jacques-de-Compostelle, permettant ainsi de réaliser le pèlerinage en quelques jours. Les principales villes de départ sont donc situées à une centaine de kilomètres de Santiago, sur les différents chemins (Sarria, Ponferrada, O Cebreiro et Astorga sur le camino francés ; Ferrol sur le camino inglés).
Autre point de départ privilégié : les villes frontières situées sur les chemins de pèlerinage, comme Saint-Jean-Pied-de-Port (premier point de départ hors Espagne) ou Roncevaux sur le camino francés, ou bien Valença do Minho et Tui situés de part et d'autre de la frontière Portugal-Espagne (sur le camino portugués). Enfin, nous trouvons de grandes villes régionales (comme León ou Oviedo).
La plus grande distance à couvrir est de 1 700 km en moyenne soit 2 à 3 mois de marche pour un départ de France, sauf pour Bayonne situé à 900 km environ. Beaucoup de pèlerins effectuent le chemin en plusieurs fois et ne sont donc pas comptabilisés dans les statistiques depuis leur premier point de départ ainsi que les 1 500 pèlerins « partis de France » sans précision sur la ville exacte.
Les grands pôles de départ situés en France ne rassemblent que peu de pèlerins :
- d'Arles vers Toulouse (via Tolosana), 200 pèlerins ;
- de Paris vers Tours (via Turonensis), 117 pèlerins ;
- de Vézelay vers Limoges (via Lemovicensis), 216 pèlerins ;
- de Bayonne vers le col de Belate (voie du Baztan et voie de Soulac), 739 pèlerins ;

à l'exception du Puy-en-Velay à Cahors (via Podiensis) qui compte tout de même 3 134 pèlerins (soit 1 %).
Plus de 20 000 pèlerins ont assisté à la messe de départ à la cathédrale du Puy en 2023 mais beaucoup d'entre eux font le chemin en plusieurs fois et d'autres ne vont pas jusqu'au bout,.
À Saint-Jean-Pied-de-Port près de 60 000 pèlerins ont été enregistrés au bureau des pèlerins en 2023 et 2024.
Le recensement des arrivants révèle également des pèlerins partis au-delà de la France, en amont : 2 de Russie, 1 de Finlande, 42 de Pologne, 578 des Pays-Bas ou 2 de Jérusalem.
L'Espagne fournit le contingent de pèlerins le plus important (46 % en 2015), les pays voisins européens fournissent le gros des effectifs (Italie : 8,4 % ; Allemagne 7,1 % ; Portugal 4,7 %, France 3,8 %), avec quelques contingents significatifs de pays éloignés (États-Unis 5,2 % ; Canada 1,6 % : Corée du Sud 1,5 % ; Brésil 1,5 %). Les statistiques 2015 recensent 180 pays différents, y compris des pays du Maghreb et de l'Arabie.

#### Période de pèlerinage
Les pèlerins arrivent majoritairement en été à Saint-Jacques-de-Compostelle et les mois d'hiver sont les plus creux. Il n'y a cependant pas de trêve hivernale, avec tout de même plusieurs dizaines de pèlerins par jour même en janvier (à comparer aux près de 3 000 pèlerins quotidiens du mois d'août). À noter que les pèlerins espagnols sont majoritaires en juillet et août (60 %), alors que le reste de l'année, ce sont les pèlerins d'origine étrangère qui dominent (de 59 à 70 % en mai-juin et septembre-octobre),.

### Le pèlerin

#### Le carnet du pèlerin

##### Définition
Le carnet de pèlerin est un document qui s'apparente à un passeport et comporte un relevé d'itinéraire. Il a deux fonctions :
1. Permettre à son porteur de justifier de sa qualité de pèlerin donc de bénéficier des avantages accordés à ceux-ci, en particulier l'accès à certains gîtes. Si hors d'Espagne, les gîtes jacquaires acceptent de recevoir des pèlerins sans ce carnet, en Espagne, aucun Albergue de los Peregrinos (Auberge des pèlerins) n'accepte de pèlerins non munis du précieux sésame ;
2. Récolter à chaque étape un tampon (sello) et l'indication de la date de passage permettant à son porteur de justifier l'itinéraire parcouru. Cette justification lui permet d'obtenir la Compostela à son arrivée à Compostelle. La condition est d'avoir parcouru au moins les 100 derniers kilomètres à pied (ou 200 km à vélo) et de les avoir fait valider sur leur carnet du pèlerin.

Ce document est connu sous différentes dénominations. L'appellation espagnole est credencial, francisée en crédencial (mais on trouve d'autres orthographes). En 1998, l'Église de France a défini un carnet de pèlerin spécifique dénommé créanciale qu'elle souhaite remettre en mains propres aux futurs pèlerins.

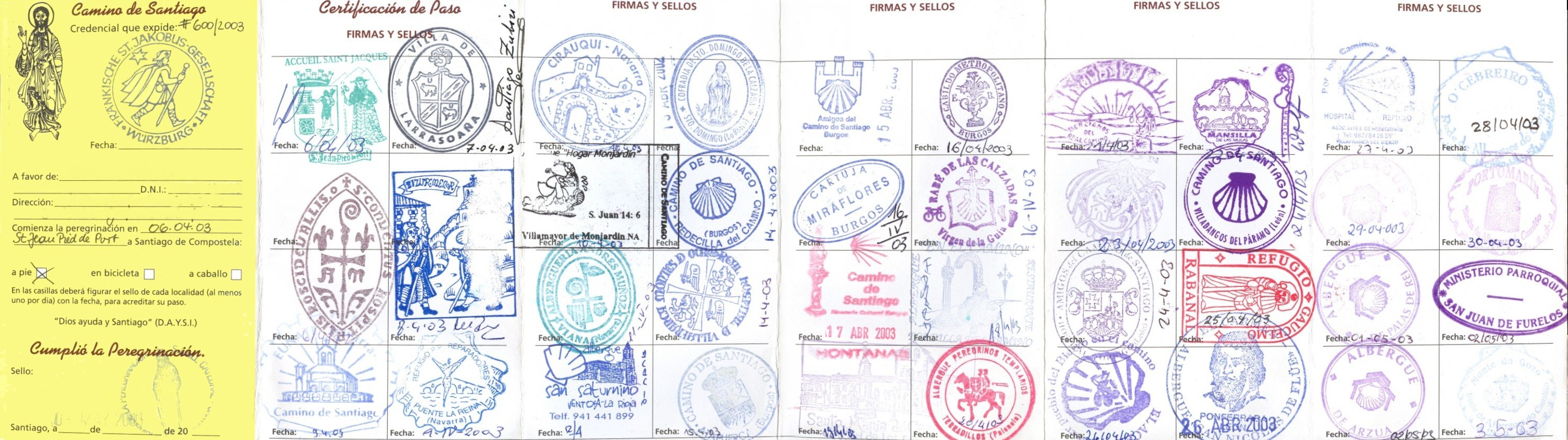
Credencial d'un pèlerin du Camino francés.

Depuis novembre 2019, l'Église et la Fédération Française des Associations des Chemins de Saint Jacques de Compostelle (FFACC) laïque ont signé un accord pour proposer une « credencial » (selon le terme espagnol) commune, il ne sera plus question désormais de créantial et de crédentiales et le pèlerin pourra les trouver aussi bien à son diocèse qu’auprès de l'association la plus proche de chez lui[réf. nécessaire].

##### Obtenir un carnet de pèlerin
Le carnet de pèlerin n'est pas obligatoire pour obtenir la Compostela. Il suffit d'une justification de l'itinéraire parcouru qui peut être apportée par exemple sur le carnet de route du pèlerin. Cependant, du fait de l'encombrement des gîtes, il est néanmoins prudent que le pèlerin qui souhaite en bénéficier se procure un carnet.

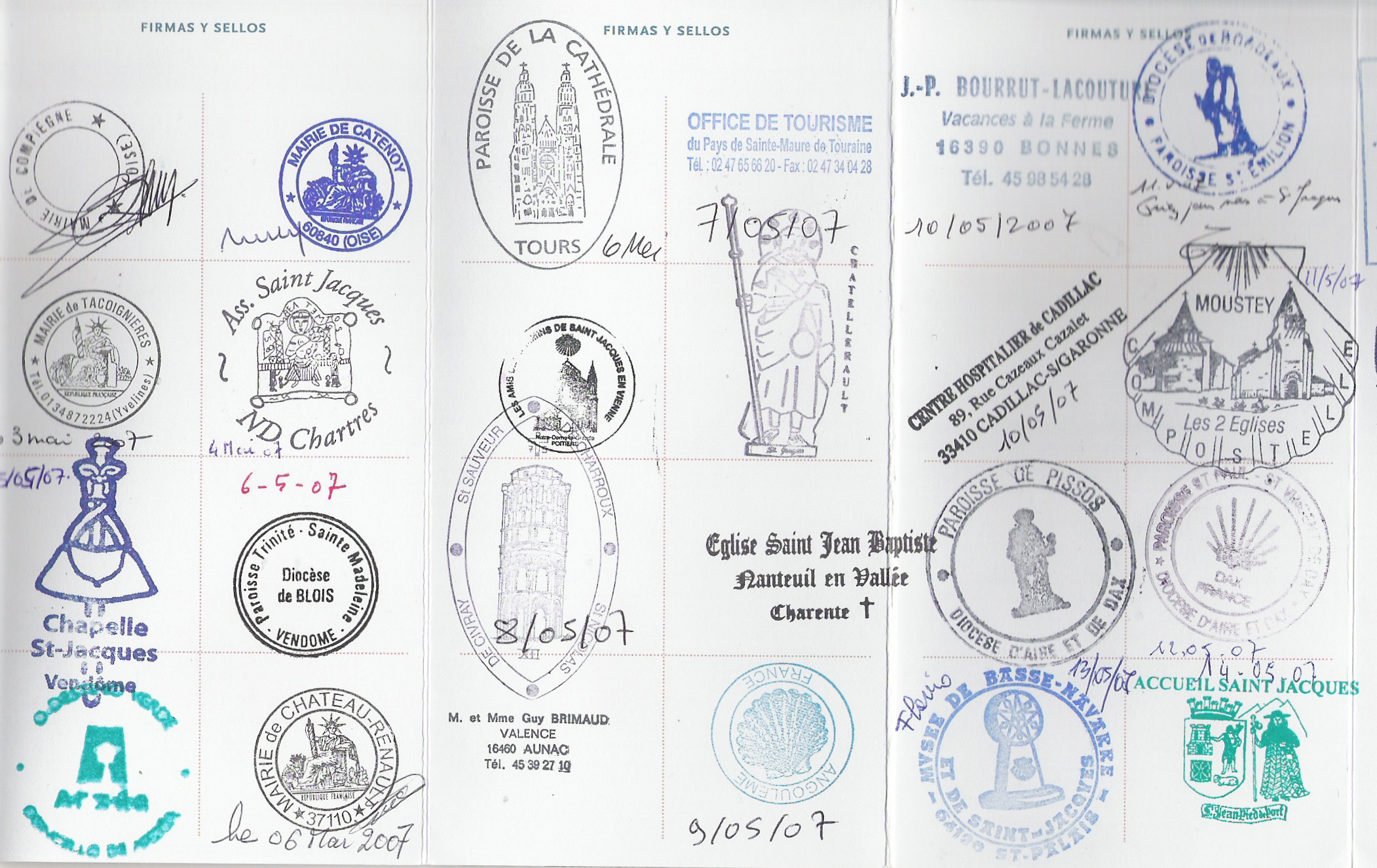
Credencial d’un pèlerin dont le pèlerinage à vélo commence à Compiègne.

Il est possible d'obtenir un carnet en faisant appel au Service des pèlerinages de son diocèse ou à une association locale de pèlerins. La Fédération française des Associations des Chemins de Saint Jacques de Compostelle fédère la plupart des associations jacquaires de France, soit une cinquantaine représentant 7 000 adhérents en 2020[réf. nécessaire]. La plupart des associations les délivrent en échange d'une adhésion, pratique intéressante à la fois pour le pèlerin et pour l'association. Les modèles de carnets des associations reflètent la grande diversité de celles-ci. L'Église donne la credancial mais vend un mode d'emploi. Certains prestataires vendent des carnets de pèlerin.
Au tout début de la credancial, l'identité du pèlerin est précisée. Puis, une recommandation aux différentes autorités, civiles et religieuses, est faite avant le départ. Cette recommandation est fournie par l'association, le service ayant procuré la créantiale ou par la paroisse de laquelle relève le pèlerin.

#### Les témoignages de pèlerins
Le nombre grandissant de pèlerins et les facilités d'éditions multiplient les publications de mémoires, souvenirs ou autres carnets de routes. Parmi ces écrits, certains thèmes sont récurrents.

##### Motifs de départ
Même si « tous les gens qui marchent sur le chemin viennent forcément y chercher quelque chose », ce motif du départ est souvent difficile à exprimer pour le pèlerin :
- François Desgrandchamps[N 28] déclare « on ne sait pas pourquoi on part, mais un jour, cela s'impose, c'est une évidence »[63] ;
- Antoine Bertrandy[N 29] : « avant de décider de partir vers Compostelle, je pouvais donner cent raisons de me lancer […] une fois la décision prise, je n'étais plus capable d'en formuler aucune »[64]. « La question du pourquoi est en effet mouvante et le paradoxe du pèlerinage de Compostelle est que, plus on avance, plus la réponse à la question se précise. […] ce n'est qu'en arrivant à son chevet que celui-ci révèle son mystère et, de la sorte, la raison véritable de notre voyage [se révèle] »[65] ;
- Jean-Christophe Rufin[N 30] : « en partant vers Saint-Jacques, je ne cherchais rien et je l'ai trouvé »[66] ;
- Yves Duteil : « j'ignore ce que je suis venu chercher, mais je l'ai trouvé »[67] ;
- Jean-Marc Potdevin[N 31] : « je fais ce chemin pour comprendre pourquoi je fais ce chemin »[68].

##### Conséquences physiques et psychologiques
Jacques Clouteau indique être revenu avec « une forme physique éblouissante, le cœur solide et les muscles durs ». Si Antoine Bertrandy fait également le constat qu'il est rentré en meilleur santé et forme physique qu'il n'est parti, il note néanmoins que la présence de plusieurs tombes le long du chemin témoignent du fait que certains pèlerins « n'arrivent pas à destination ».
D'après Luc Andrian et Gilles Donada, le chemin de Compostelle pourrait avoir le même but qu'une psychothérapie, ils l'appellent la « caminothérapie ». A. Bertrandy abonde en leur sens : « si j'en crois mon expérience personnelle, partagée j'en suis certain par beaucoup, la dimension thérapeutique de ce long voyage est indéniable ». Il ajoute : « ça ne fait plus aucun doute désormais, une paire de solides chaussures et un peu de courage sont bien plus efficaces que des centaines d'heures passées étendue sur un sofa, aussi moelleux soit-il ». Pour J. Clouteau, ce pèlerinage a changé pour lui « sa vision du monde » : « dans la tête, beaucoup de choses sont remises à leur vraie place » ; il précise : beaucoup d'artifices de notre vie quotidienne dite civilisée paraissent désormais superflus.
Antoine Bertrandy déclare : « Désormais, plus rien ne sera tout à fait comme avant ». « je peux revenir chez moi. Ni neuf, ni nouveau, mais plus fort. Sublimé et rayonnant de confiance et de joie ». « Atteindre Compostelle c'est l'apothéose du pèlerin. […] C'est aussi la mort du pèlerin comme métaphore […] comme une étape vers une autre aventure de soi. Le prolongement de son chemin personnel avec plus de force, de joie et de confiance. C'est peut-être ça le message de l'apôtre à nos âmes : Ne te mens pas ! Deviens toi-même ! Sois joyeux ! ». « C'est une expérience qui porte bien au-delà de Santiago. Qui enveloppe de bienveillance. De bienveillance envers autrui et surtout, envers soi-même ».

##### Conversion spirituelle
Plusieurs pèlerins déclarent avoir fait une rencontre spirituelle (plus ou moins forte). Ainsi, si Antoine Bertrandy déclare modestement « Sur la route, la Présence emplit tout. […] Nous n'étions plus rien sur le chemin […] pourtant tout nous a été donné », il relate également dans son récit, sa rencontre avec Samuel, un pèlerin qui a fait « une découverte de la foi » sur le chemin. Il décrit Samuel, habité lors de ses retours (il fait le pèlerinage par tronçon chaque année), d'un « calme mystique » qui l'aide à être plus ouvert à sa femme et à ses enfants, ce qui étonne les siens (profondément athées).
Pour sa part, Jean-Marc Potdevin n'hésite pas, dans son ouvrage, à témoigner d'une conversion fulgurante, d'une expérience mystique (alors qu'il était agnostique) qu'il compare à une plongée dans la 6e demeure du Château intérieur de Thérèse d'Avila.

##### Agressions sexuelles
Des femmes sont victimes de harcèlements et d'agressions sexuelles dans des secteurs isolés des chemins de Compostelle en France, en Espagne ou au Portugal. En novembre 2024, The Guardian publie les témoignages de neuf femmes victimes d'agressions sexuelles. Pour Lorena Gaibor, fondatrice du site forum en ligne Camigas qui met en relation des pèlerines : « Le harcèlement sexuel est endémique sur le Camino »,.

#### Le besoin de temps et de solitude
Cette transformation physique et psychologique demande du temps, ainsi comme de nombreux autres pèlerins, Jean-Christophe Rufin déclare qu'« il faut du temps au pèlerin pour être transformé, cela ne peut se faire en huit jours ». Antoine Bertrandy pour sa part estime qu'il y a une différence énorme entre le pèlerin qui ne fait que quelques jours de marche (ou une semaine) et celui qui part pour un mois. De même, il estime que celui qui part pour deux ou trois mille kilomètres vivra une expérience beaucoup plus profonde et transformante. Gérard Trèves qui après avoir fait un premier pèlerinage, repart quelque temps plus tard pour refaire le pèlerinage sur neuf mois, aller et retour. Ce second pèlerinage le transforme complètement.
En plus du temps, le silence est un élément important de la transformation : « les bienfaits de la marche ne se révèlent vraiment que lorsque l'on est seul ».

##### Les accros du chemin
Un point qui surprend certains pèlerins sur le chemin, est la présence de marcheurs qui réalisent pour la énième fois le même pèlerinage. Cette envie de refaire le chemin est raconté par Patrick Krochmalnik, qui, une fois rentré chez lui, déclare qu'il ne repartira pas (comme le font d'autres pèlerins) et qu'il « range ses chaussures définitivement » mais quelques années plus tard, il note en post-face de son livre « il faut que je refasse le chemin […] je partirai pour autre chose, mais quoi ? ». Jacques Clouteau, qui a réalisé de multiples randonnées, affirme : « le virus du voyage ne se guérit pas, le malade finit toujours par repartir ».
Jean-Christophe Rufin conclut son récit ainsi : « c'est une erreur ou une commodité de penser qu'un tel voyage n'est qu'un voyage et que l'on peut l'oublier, le ranger dans une case. Je ne saurais pas expliquer en quoi le chemin agit et ce qu'il représente vraiment. Je sais seulement qu'il est vivant […] c'est bien pour cela que, d'ici peu, je vais reprendre la route. Et vous aussi ».

#### Les pèlerins célèbres
Quelques pèlerins célèbres ayant fait le pèlerinage :
- Godescalc, évêque du Puy-en-Velay, en 951, premier pèlerin non espagnol connu pour avoir fait le pèlerinage. À son retour, il encourage ses fidèles à faire eux aussi le pèlerinage de saint Jacques[86],[87] ;
- Aimery Picaud, moine poitevin de Parthenay-le-Vieux, en 1140, auteur du premier Guide du Pèlerin : le Codex Calixtinus[88] ;
- François d'Assise en 1213-1215[89], sur le Monte Gozo une grande sculpture de bronze célèbre son passage ;
- le pape Jean-Paul II, en août 1989, organise les IVe JMJ à Saint Jacques et relance le pèlerinage jacquaire[90]. Sur le Monte Gozo une grande sculpture de bronze célèbre son passage.

## Les itinéraires

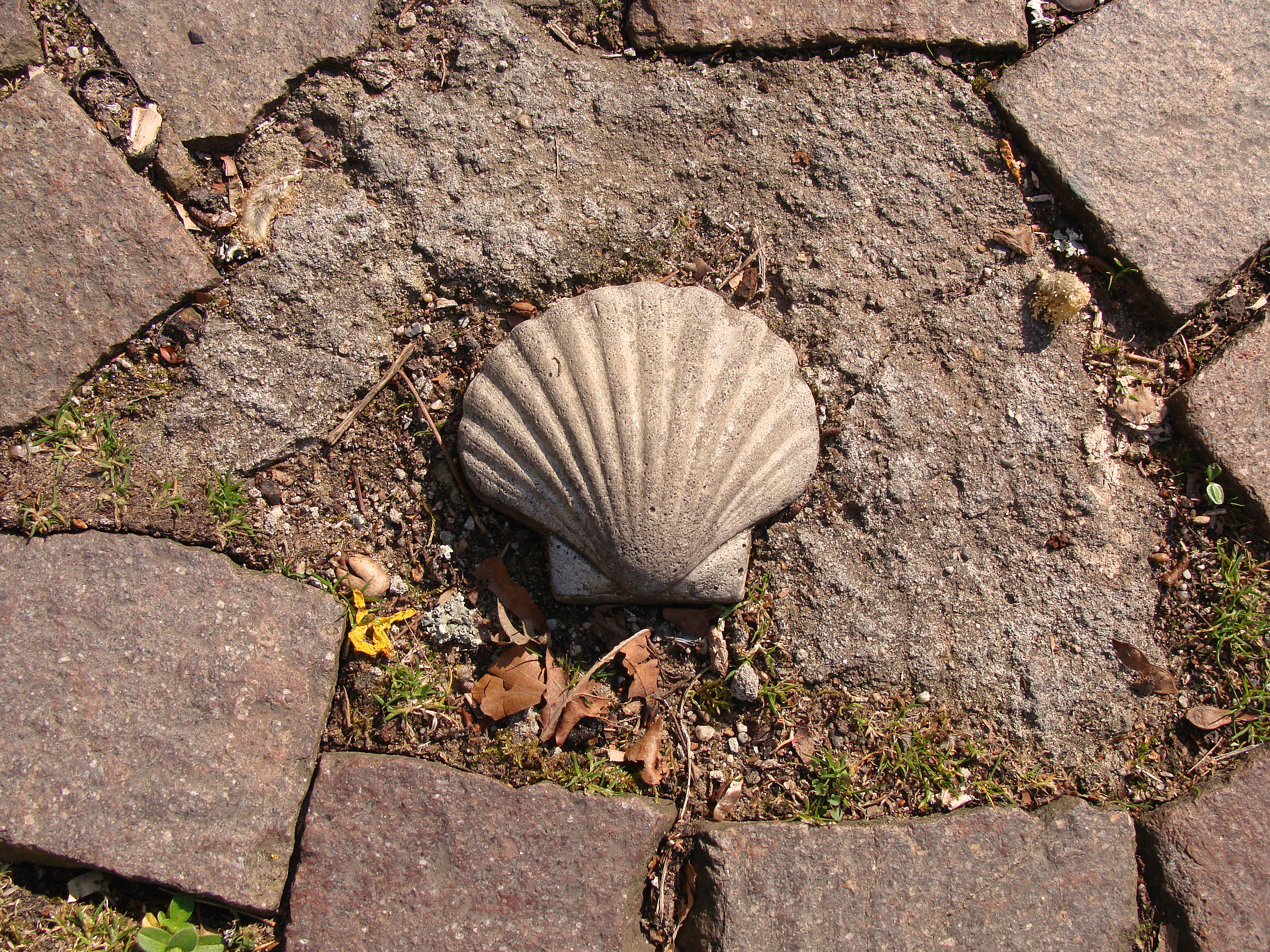
Sculpture d'une coquille marquant le chemin de Saint-Jacques-de-Compostelle à la chapelle Sainte-Croix de Forbach.

### Les chemins de Compostelle
Il existe un sentier de Saint-Jacques en Sardaigne, inspiré du culte de ce saint dans l'île, qui a concerné de nombreuses communes, et qui est devenu un lieu réputé de la randonnée dans les îles de Méditerranée.

### Villes et monuments traversés

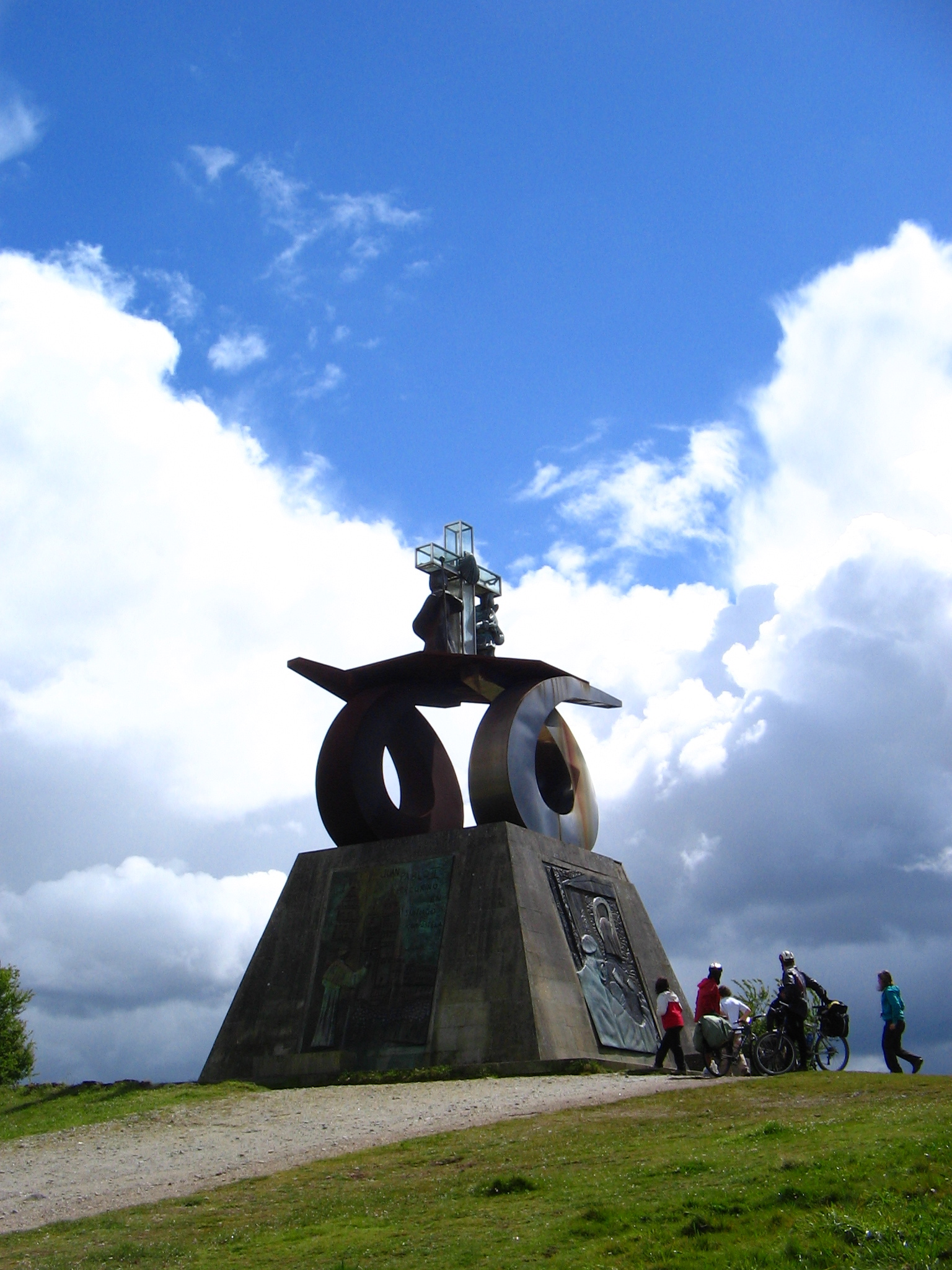
Ce monument au Monte do Gozo indique aux pèlerins qu'ils sont bientôt arrivés à destination. Il rappelle également le passage de deux pèlerins célèbres : François d'Assise et Jean-Paul II.

Suivant leurs vœux et leurs possibilités, les pèlerins adaptaient leur itinéraire pour aller prier des corps saints, sans toujours suivre les itinéraires les plus directs. En 1998, la France a demandé à l'UNESCO l'inscription sur la liste du Patrimoine mondial de 71 monuments jugés représentatifs des chemins de Compostelle. Ces monuments et 7 tronçons de chemins de grande randonnée ont été retenus par l'UNESCO et inscrits comme « Un bien unique » dénommé « Chemins de Saint-Jacques-de-Compostelle en France ».
Les pèlerins empruntant le Camino francés depuis les Pyrénées, passent entre autres par Pampelune entourée de murailles.

## Le pèlerinage dans les arts et la littérature

### Littérature

#### Fictions
- Henri Vincenot, Les Étoiles de Compostelle, 1982
- Paulo Coelho, Le Pèlerin de Compostelle, 1987
- Ken Follett, Les Piliers de la Terre, 1989
- Hervé Bellec, Garce d'étoile : Sur les chemins de Compostelle, 1990
- David Lodge, Thérapie, 1995
- Matilde Asensi, Iacobus, 2000
- Henri Lœvenbruck, L'Apothicaire, 2011
- Jean Béhue, Belle de Compostelle , 2019
- Alisa Host, La Voie des cœurs nomades, 2015
- Maud Ankaoua, Plus jamais sans moi, 2022
- Rosalie Roy-Boucher, Alice marche sur Fabrice, Bouaye, Bouclard Éditions, 2023, 160 p. (ISBN 978-2-49331-106-1)

#### Témoignages
- Jean-Christophe Rufin, Immortelle randonnée : Compostelle malgré moi, 2013
- Alexandre Thebault, J'avance, tu conduis, 2016
- Cees Nooteboom, Désir d'Espagne. Mes détours vers Santiago, 1992
- Hape Kerkeling, Je pars, 2008
- Philippe Gilabert, Journal de marche d'un bâton de pèlerin, 2018
- Pierre Lambert, Les barock aventures d'une âme mutine sur les chemins de Saint-Jacques, les éditions Globophile, 2022

### Cinéma
- La Voie lactée de Luis Buñuel (1969)
- Saint-Jacques… La Mecque de Coline Serreau (2005)
- Les Doigts croches de Ken Scott (2009)
- The Way d'Emilio Estevez (2010)

### Musique
- Anne Etchegoyen, Compostelle - Du Pays basque à Saint-Jacques (2017)
- Roger et Patrice Martineau, L'Appel de Saint Jacques (2000 - récitant Robert Hossein)
- Gabriel Yacoub évoque "le chemin de Saint-Jacques" dans sa chanson "Les rues des vieilles capitales" sur l'album : Yacoub : paru en 2001

### Bande dessinée
- Les Chemins de Compostelle (documentaire), Ed Casterman, 2018 -Yves Plateau (dessin et couleur) Arnaud de la Croix (texte)